# الدوري الأوكراني لكرة اليد 2016–17
الدوري الأوكراني لكرة اليد 2016–17 (بالأوكرانية: Чемпіонат України з гандболу серед чоловіків 2016—2017)‏ هو موسم من الدوري الأوكراني لكرة اليد. أقيم خلال الفترة 2 سبتمبر 2016 وحتى 24 مايو 2017، وشارك فيه  8 فريقاً، وفاز فيه نادي موتو زاباروجي لكرة اليد.